# Chasmatonotus furfurosus
Chasmatonotus furfurosus är en tvåvingeart som beskrevs av Yamamoto 1985. Chasmatonotus furfurosus ingår i släktet Chasmatonotus och familjen fjädermyggor. Inga underarter finns listade i Catalogue of Life.